# Cerkiew św. Sergiusza z Radoneża na Kulikowym Polu

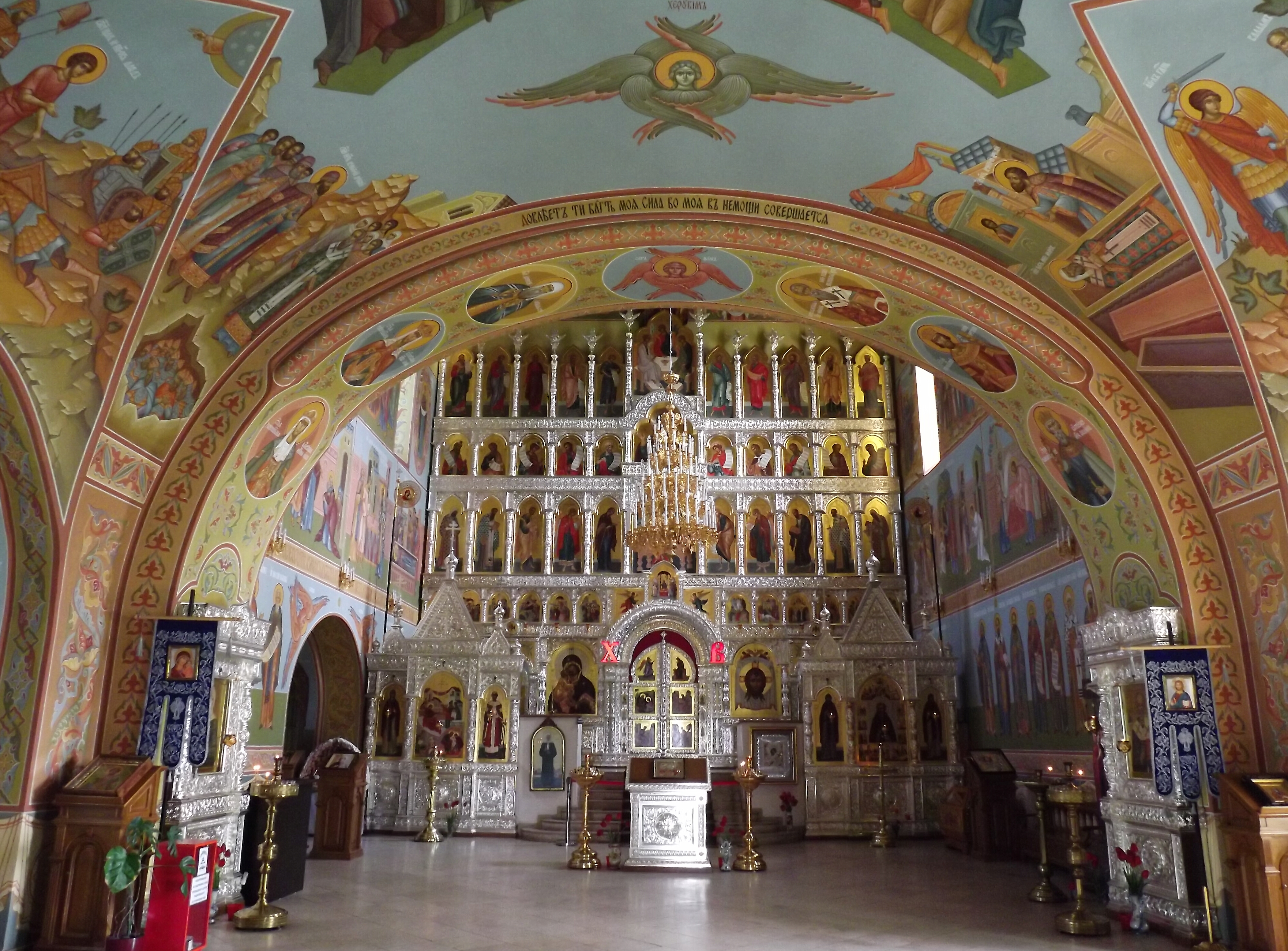
Wnętrze (2016)

Cerkiew św. Sergiusza z Radoneża – prawosławna cerkiew na terenie Kulikowego Pola, wzniesiona dla upamiętnienia stoczonej tam bitwy między wojskami ruskimi Dymitra Dońskiego i Złotą Ordą pod dowództwem Mamaja. Jest obsługiwana przez mnichów z ławry Troicko-Siergijewskiej i jej placówki filialnej.

## Historia
Cerkiew została zbudowana z inicjatywy i częściowo z funduszy hrabiego J. Ołsufjewa. Na jej patrona wybrano Sergiusza z Radoneża, który według tradycji pobłogosławił Dymitra Dońskiego i jego żołnierzy przed wymarszem na bitwę. Autorem projektu budynku był Aleksiej Szczusiew. Architektoniczny kształt budynku miał wyobrażać postacie ruskich bohaterów zastygłych w kamieniu; jedną z wież cerkiewnych nakryto dachem w kształcie hełmu noszonego przez uczestników bitwy. 
Budowa świątyni rozpoczęła się w 1913 i zakończyła już po rewolucji październikowej, wtedy też cerkiew poświęcono, a do 1940 była ona nieprzerwanie czynna. Budynek został zniszczony podczas II wojny światowej i w kolejnych latach. Nie przetrwały żadne elementy jego pierwotnego wyposażenia. Do odbudowy obiektu sakralnego przystąpiono w 1967 w związku z planowanymi na 1980 obchodami rocznicy bitwy na Kulikowym Polu, jednak odnowiona cerkiew nie została przywrócona do użytku liturgicznego, lecz zaadaptowana na muzeum. 
W 2010 patriarcha moskiewski i całej Rusi Cyryl dokonał powtórnego poświęcenia cerkwi św. Sergiusza z Radoneża. Od tego momentu jest to czynna świątynia prawosławna; opiekują się nią mnisi z jednej z placówek filialnych ławry Troicko-Siergijewskiej. Wnętrze obiektu zostało odrestaurowane na podstawie zachowanych częściowo szkiców ikonostasu. Szczególną czcią w świątyni otaczane są ikony Narodzenia Matki Bożej oraz św. Sergiusza z Radoneża z cząsteczką relikwii.